# سيف باري تيتو
سيف باري تيتو (بالإنجليزية: Saiful Bari Titu) (1 يناير 1969 ببنغلاديش - ) هو مدرب كرة قدم ولاعب كرة قدم باكستاني وبنغلاديشي في مركز الوسط. شارك مع منتخب بنغلاديش لكرة القدم.

## وصلات خارجية
- سيف باري تيتو على موقع الاتحاد الدولي (مؤرشف)  (الإنجليزية)
- سيف باري تيتو على موقع قاعدة بيانات كرة القدم.إي يو (الإنجليزية)
- سيف باري تيتو على موقع ناشيونال فوتبول تيمز (الإنجليزية)